# Neodora glaucularia
Neodora glaucularia là một loài bướm đêm trong họ Geometridae.